# Ястребиные кукушки
Ястребиные кукушки (лат. Hierococcyx) — род птиц в семействе кукушковых (Cuculidae). Представители рода распространены в Южной, Юго-Восточной и Восточной Азии.
Все представители рода являются гнездовыми паразитами.

## Классификация
В состав рода включают 8 видов:
| Изображение | Русское название          | Научное название             | Распространение |
| ----------- | ------------------------- | ---------------------------- | --- |
|             | Hierococcyx vagans        | Бородатая кукушка            | южная Мьянма, Таиланд, южный Лаос, Малайзия, Сингапур, Бруней и индонезийские острова Калимантан, Суматра и Ява                               |
|             | Hierococcyx sparverioides | Большая ястребиная кукушка   | восточный Китай, Северная и Южная Корея, Дальний Восток России и Япония                                                                       |
|             | Hierococcyx bocki         |                              | северный Саравак и Сабах. В Индонезии он встречается на Суматре и Калимантане                                                                 |
|             | Hierococcyx varius        | Индийская ястребиная кукушка | Индийский субконтинент, от Пакистана на западе, через предгорья Гималаев на восток до Непала, Бутана, Бангладеш и северо-восточной Индии      |
|             | Hierococcyx hyperythrus   | Ширококрылая кукушка         | Бангладеш, Бутан, Камбоджа, Китай, Индия, Индонезия, Лаос, Малайзия, Мьянма, Непал, Пакистан, Филиппины, Сингапур, Тайвань, Таиланд и Вьетнам |
|             | Hierococcyx pectoralis    | Филиппинская кукушка         | Филиппины |
|             | Hierococcyx fugax         |                              | южная Бирма, южный Таиланд, Малайзия, Сингапур, Борнео, Суматра и западная Ява                                                                |
|             | Hierococcyx nisicolor     |                              | северо-восточная Индия, Мьянма, южный Китай и Юго-Восточная Азия                                                                              |